# Lemma van Fatou
Het lemma van Fatou, genoemd naar Pierre Fatou, ook lemma van Fatou-Lebesgue genoemd, is een belangrijke hulpstelling in de wiskunde die laat zien dat voor een rij niet-negatieve meetbare functies de Lebesgue-integraal van de liminf van de rij begrensd wordt door de liminf van de Lebesgue-integralen van de functies.

## Lemma
Laat voor iedere natuurlijke {\displaystyle n}
{\displaystyle f_{n}:S\to [0,\infty ]}
een niet-negatieve meetbare functie zijn op de maatruimte {\displaystyle (S,\Sigma ,\mu ).} Dan is de functie
{\displaystyle f(x)=\liminf _{n\to \infty }f_{n}(x)}
meetbaar en er geldt:
{\displaystyle \int _{S}f\,{\rm {d}}\mu \leq \liminf _{n\to \infty }\int _{S}f_{n}\,{\rm {d}}\mu ,}
Bewijs
Het hier gegeven bewijs maakt gebruik van de monotone-convergentiestelling. Noem
{\displaystyle g_{k}(x)=\inf _{n\geq k}f_{n}(x),}
dan is de rij {\displaystyle (g_{n})} stijgend en puntsgewijs convergent naar {\displaystyle f.}
Als {\displaystyle k\leq n}, geldt
{\displaystyle g_{k}\leq f_{n},} dus ook {\displaystyle \int _{S}g_{k}\,{\rm {d}}\mu \leq \int _{S}f_{n}\,{\rm {d}}\mu ,}
zodat
{\displaystyle \int _{S}g_{k}\,{\rm {d}}\mu \leq \inf _{n\geq k}\int _{S}f_{n}\,{\rm {d}}\mu .}
Met behulp van de monotone-convergentiestelling, volgt nu:
{\displaystyle \int _{S}\liminf _{n\to \infty }f_{n}\,{\rm {d}}\mu =\lim _{k\to \infty }\int _{S}g_{k}\,{\rm {d}}\mu \leq \lim _{k\to \infty }\inf _{n\geq k}\int _{S}f_{n}\,{\rm {d}}\mu =\liminf _{n\to \infty }\int _{S}f_{n}\,{\rm {d}}\mu ~.}

## Voorbeeld
Dat de integraal en de liminf niet zomaar verwisseld mogen worden, blijkt onder meer uit het volgende voorbeeld waarin de ongelijkheid strikt geldt.
Neem {\displaystyle S=[0,1],} voorzien van de borel-algebra en de Lebesgue-maat en zij
{\displaystyle f_{n}(x)={\begin{cases}n&{\text{voor }}0<x<{\tfrac {1}{n}},\\\ \\0&{\text{elders.}}\end{cases}}}
Dan convergeert de rij functies puntsgewijze naar 0, maar zijn alle integralen gelijk aan 1.